# Rudolf Arnold
Rudolf Friedrich Arnold (* 20. Dezember 1896 in Eisenach; † 15. Juli 1950 ebenda) war ein deutscher KPD-Parteifunktionär, Thüringer Landtagsabgeordneter, Opfer der NS-Justiz, Häftling im KZ Nohra und im KZ Buchenwald und Bürgermeister.

## Leben
Arnold entstammte einer Handwerkerfamilie. Sein Vater war Fleischer. Nach dem Besuch der Volksschule erlernte er im Fahrzeugwerk Eisenach den Beruf des Drehers und Werkzeugmachers. Mit 15 Jahren wurde er Mitglied in der Sozialistischen Arbeiter-Jugend. Während des Ersten Weltkrieges wurde er als Marinesoldat nach Kiel einberufen. Während der Novemberrevolution 1918 trat er in den Spartakusbund ein. In Memel gehörte er dem Arbeiter- und Soldatenrat an. Nachdem er nach Eisenach zurückgekehrt war, trat er 1920 in die Kommunistische Arbeiterpartei Deutschlands (KAPD) ein, eine rätedemokratische linke Abspaltung der KPD. Erst 1927 wurde er Mitglied in der Kommunistischen Partei Deutschlands. Nach einer Zeit der Arbeitslosigkeit wurde er hauptamtlicher Mitarbeiter in der Thüringer KPD-Bezirksleitung, deren Literaturvertrieb er leitete. Seine Partei stellte ihn zum Kandidaten bei den Wahlen zum Thüringer Landtag auf, als dessen Abgeordneter er 1932 gewählt wurde.
Nach der Machtergreifung der NSDAP und sofort nach dem Reichstagsbrand wurde er am 28. Februar 1933 wie alle zehn Thüringer KPD-Landtagsabgeordneten verhaftet. Danach wurde er zusammen mit seinem Abgeordnetenkollegen Fritz Gäbler in das KZ Nohra überstellt. Von dort aus erklärte er am 18. März in einem Schreiben an das Landtagsbüro seinen Austritt aus der KPD, versicherte, nicht mehr für die Partei arbeiten zu wollen, und bat um seine Entlassung. Wahrheitswidrig verbreitete die NS-Presse jedoch die Nachricht, er habe auf sein Landtagsmandat verzichtet, was dieser in einem Schreiben dementierte. Das Datum seiner Entlassung aus dem KZ Nohra ist bisher nicht bekannt. Das Oberlandesgericht in Jena verurteilte ihn in einem Prozess am 19. Mai 1933 zu zwei Jahren Gefängnis. Nach seiner Haftzeit arbeitete er von 1935 bis 1944 wieder als Werkzeugmacher in Eisenach. Im Zuge der „Aktion Gitter“ wurde er am 10. August 1944 erneut verhaftet und in das KZ Buchenwald eingewiesen.
Nach der Befreiung vom Nationalsozialismus übte Arnold von Juni 1945 bis August 1949 das Amt eines Bürgermeisters der Stadt Ruhla aus. Im September 1949 stellte ihn das Thüringer Innenministerium als Leiter der Hauptabteilung der Landes-, Kreis- und Gemeindeverwaltungen nach Weimar ein. Zugleich war er Abgeordneter des Kreistages von Eisenach und dessen Kreistagsvorsitzender.